# Wang Bingyu
Wang Bingyu (chinois : 王冰玉 ; pinyin : Wáng Bīngyù ; née le 7 octobre 1984 à Harbin) est une curleuse chinoise.

## Palmarès

### Jeux olympiques
| Épreuve / Édition | Vancouver 2010 |
| Curling           | Bronze         |

### Championnats du monde
| Épreuve / Édition | Paisley 2005 | Grande Prairie 2006 | Aomori 2007 | Vernon 2008 | Gangneung 2009 | Swift Current 2010 | Esbjerg 2011 |
| Curling           | 7e           | 5e                  | 7e          | Argent      | Or             | 7e                 | Bronze       |